# Bayerischer Oberster Rechnungshof
Der Bayerische Oberste Rechnungshof (ORH) ist eine der Bayerischen Staatsregierung gegenüber selbständige, nur dem Gesetz unterworfene oberste Staatsbehörde mit Sitz in München. Institution und richterliche Unabhängigkeit des Rechnungshofs sind durch die Bayerische Verfassung gewährleistet. Seine Aufgabe ist die staatliche Finanzkontrolle in Bayern.

## Aufgaben und Tätigkeit
Die Aufgaben des ORH sind in der Bayerischen Haushaltsordnung (BayHO) festgelegt. Danach wird die gesamte Haushalts- und Wirtschaftsführung des Freistaats Bayern einschließlich seiner Betriebe und Sondervermögen vom ORH geprüft. Konkret prüft er
- die Einnahmen
- die Ausgaben (einschl. der Verpflichtungen zur Leistung von Ausgaben)
- das Vermögen
- die Schulden
- Maßnahmen, die sich finanziell auswirken können
- Verwahrungen und Vorschüsse.[5]

Der ORH prüft auch bei Stellen außerhalb der Staatsverwaltung, insbesondere wenn diese Stellen vom Staat Aufwendungsersatz oder Zuwendungen erhalten. Gewährt der Staat Kredite oder übernimmt er Bürgschaften, Garantien oder sonstige Gewährleistungen, begründet auch dies ein Prüfungsrecht des ORH.
Ist der Staat an privatrechtlichen Unternehmen beteiligt, prüft der ORH die Betätigung des Staates unter Beachtung kaufmännischer Grundsätze. Ein Prüfungsrecht bei juristischen Personen des privaten Rechts ergibt sich auch, wenn diese Zuschüsse erhalten, eine gesetzliche Garantie des Staates begründet ist oder sie vom Staat allein oder überwiegend verwaltet werden. Darüber hinaus prüft der ORH, wenn eine Prüfung durch ihn vereinbart oder durch Satzung vorgesehen ist.
Die landesunmittelbaren juristischen Personen des öffentlichen Rechts prüft der ORH, soweit nicht ausnahmsweise eine anderweitige gesetzliche Regelung besteht oder wegen eines geringen finanziellen Interesses des Staates im Einvernehmen mit dem ORH von einer Prüfung abgesehen wird.
Für die überörtliche Prüfung der bayerischen Kommunen ist der ORH dagegen – anders als einige andere Landesrechnungshöfe – nicht zuständig. Auch die Prüfung der landesunmittelbaren Sozialversicherungsträger, deren Verbände und sonstiger Vereinigungen auf dem Gebiet der Sozialversicherung, gehört nicht zur Zuständigkeit des ORH.
Da der ORH die Prüfung aus Kapazitätsgründen praktisch nicht vollständig durchführen kann, kann er die Prüfung nach seinem Ermessen beschränken und Rechnungen auch ungeprüft lassen. Allerdings ist der ORH bestrebt, prüfungsfreie Räume zu vermeiden. Dafür wird der Prüfungsstoff alljährlich risikoorientiert bewertet und festgelegt, welche Prüfungen konkret durchgeführt werden (Arbeitsplanung).
Prüfungsmaßstab ist die Einhaltung der für die Haushalts- und Wirtschaftsführung geltenden Vorschriften und Grundsätze. Dazu gehört nicht nur, ob das Haushaltsgesetz und der Haushaltsplan eingehalten worden sind und alle Einnahmen und Ausgaben begründet und belegt sind. Geprüft wird insbesondere auch, ob dabei wirtschaftlich und sparsam verfahren worden ist und ob die Aufgabe mit geringerem Personal- oder Sachaufwand oder auf andere Weise wirksamer erfüllt werden kann.
Soweit für die Prüfung neben dem ORH noch andere Rechnungshöfe zuständig sind, erfolgt die Prüfung grundsätzlich gemeinsam. Aus Effizienzgründen schließen die beteiligten Rechnungshöfe jedoch häufig eine Prüfungsvereinbarung, mit der die Prüfungsaufgabe auf einen der beteiligten Landesrechnungshöfe oder dem Bundesrechnungshof übertragen wird.
Art, Zeit und Umfang der Prüfung bestimmt allein der ORH und nimmt dabei in der Regel auch örtliche Erhebungen vor. Sämtliche Unterlagen, die der ORH für die Prüfung für erforderlich hält, sind ihm vorzulegen. Entsprechendes gilt für elektronisch gespeicherte Daten. Die vom ORH erbetenen Auskünfte sind ihm zu erteilen. Der ORH hat aber keine strafprozessualen Befugnisse. Er kann also keine Beschlagnahme anordnen, Hausdurchsuchungen durchführen oder Zeugen vernehmen.
Das Prüfungsergebnis teilt der ORH den zuständigen Stellen mit, damit diese sich zu den Feststellungen äußern können. Prüfungsergebnisse von grundsätzlicher oder erheblicher finanzieller Bedeutung teilt der ORH auch dem Bayerischen Staatsministerium der Finanzen mit.

## Organisation
Der ORH gliedert sich in Prüfungsabteilungen und eine Präsidialabteilung. In den Prüfungsabteilungen sind jeweils mehrere Prüfungsgebiete zusammengefasst. Derzeit (Stand: 30. Januar 2019) gibt es vier Prüfungsabteilungen mit insgesamt 12 Prüfungsgebieten.
Die Prüfungsgebiete werden jeweils von einem Prüfungsgebietsleiter geleitet. Jedem Prüfungsgebiet sind zudem mehrere Prüfungsbeamte zugeteilt. Aktuell sind etwa 80 Prüfungsbeamte im ORH beschäftigt.
Mitglieder des ORH und damit richterlich unabhängig sind nur der Präsident, der Vizepräsident, die Abteilungsleiter und die Prüfungsgebietsleiter. Mitglied des ORH kann nur werden, wer über eine abgeschlossene Hochschulausbildung verfügt. Der Präsident, der Vizepräsident und die Hälfte der weiteren Mitglieder müssen die Befähigung zum Richteramt haben. Außer dem Präsidenten sind alle Mitglieder des ORH Beamte auf Lebenszeit.
Der Vizepräsident und die weiteren Mitglieder des ORH werden auf Vorschlag des Präsidenten vom Bayerischen Ministerpräsidenten ernannt. Das Große Kollegium ist zuvor anzuhören.
Die Prüfungsgeschäfte werden für die Dauer eines Geschäftsjahres vorab durch das Präsidium, dem der Präsident, die Abteilungsleiter und der dienstälteste Prüfungsgebietsleiter angehören, auf die Abteilungen und Prüfungsgebiete verteilt.
Dem ORH nachgeordnet sind fünf Staatliche Rechnungsprüfungsämter in Ansbach (mit Dienststelle in Nürnberg), Augsburg, Bayreuth, Regensburg und Würzburg. Die Rechnungsprüfungsämter führen ihre Prüfungsaufgaben unter der Leitung und nach Weisung des ORH durch.

## Präsident
Der Präsident wird auf Vorschlag der Staatsregierung vom Bayerischen Landtag für die Dauer von 12 Jahren gewählt. Er tritt mit dem Ende der Amtszeit oder mit dem Erreichen der gesetzlichen Altersgrenze für Richter in den Ruhestand. Eine Wiederwahl ist ausgeschlossen. Ohne seine Zustimmung kann der Präsident vor Ablauf seiner Amtszeit nur abberufen werden, wenn auch ein Richter auf Lebenszeit seines Amtes enthoben werden könnte. Das Amtsenthebungsverfahren kann nur mit Zustimmung von zwei Dritteln des Bayerischen Landtags durchgeführt werden.
Der vom Bayerischen Landtag gewählte Präsident wird vom Bayerischen Ministerpräsidenten ernannt.
Der Präsident leitet die Verwaltung des ORH und führt die Dienstaufsicht über den ORH und die nachgeordneten Rechnungsprüfungsämter. Er vertritt den ORH nach außen und ist als Mitglied des Obersten Rechnungshofs an dessen Beschlüssen beteiligt.
| Nr. | Name                                              | Lebensdaten | Beginn der Amtszeit | Ende der Amtszeit |
| --- | ------------------------------------------------- | ----------- | ------------------- | ----------------- |
| 1   | Maximilian Karl Heinrich Graf von Thurn und Taxis | 1745–1825   | 1812                | 1817              |
| 2   | Max Graf von Lodron                               | 1757–1823   | 1817                | 1823              |
| 3   | Franz Sales Ritter von Schilcher                  | 1766–1843   | 1823                | 1843              |
| 4   | Hermann von Beisler                               | 1790–1859   | 1843                | 1859              |
| 5   | Johann von Wanner                                 |             | 1849                | 1870              |
| 6   | Gotthard von Reber                                |             | 1871                | 1876              |
| 7   | Ludwig von Pummerer                               |             | 1876                | 1893              |
| 8   | Josef Bernhard von Hoeß                           |             | 1893                | 1897              |
| 9   | Ludwig von May                                    |             | 1897                | 1904              |
| 10  | Anton von Ulsamer                                 |             | 1904                | 1915              |
| 11  | Andreas von Stöckle                               | 1856–1940   | 1915                | 1924              |
| 12  | Albert Stenglein                                  | 1869–1935   | 1925                | 1935              |
|     | Theodor Berchtold (geschäftsführend)              | 1871–1945   | 1935                | 1937              |
| 13  | Friedrich Cammerer                                | 1882–1963   | 1945                | 1952              |
| 14  | Richard Kallenbach                                | 1889–1984   | 1952                | 1954              |
| 15  | Heinrich Schellhorn                               | 1896–1976   | 1954                | 1961              |
| 16  | Josef Hausner                                     | 1902–1968   | 1961                | 1967              |
| 17  | Gotthard Brunner                                  | 1911–1992   | 1967                | 1976              |
| 18  | Karl Mann                                         | 1920–2010   | 1976                | 1985              |
| 19  | Walter Spaeth                                     | 1929–2024   | 1986                | 1994              |
| 20  | Helmut Vaitl                                      | 1934–2010   | 1994                | 1999              |
| 21  | Alfons Metzger                                    | 1939–       | 1999                | 2004              |
| 22  | Heinz Fischer-Heidlberger                         | 1952–       | 2004                | 2016              |
| 23  | Christoph Hillenbrand                             | 1957–       | 2016                | 2023              |
| 24  | Heidrun Piwernetz                                 | 1962–       | 2023                |                   |

## Kollegium
Beschlüsse des ORH werden kollegial mit Stimmenmehrheit gefasst, entweder im Kleinen Kollegium oder im Großen Kollegium. Das Kleine Kollegium besteht aus dem zuständigen Abteilungsleiter und dem zuständigen Prüfungsgebietsleiter. Berührt eine Angelegenheit die Zuständigkeit mehrerer Prüfungsabteilungen und -gebiete, so treten deren Leiter dem Kollegium bei. Der Präsident tritt dem Kollegium bei, wenn bei einem nur aus zwei Mitgliedern bestehenden Kollegium keine Übereinstimmung zu erzielen ist. Er kann zudem jederzeit beitreten, wenn er es für geboten hält.
Das Große Kollegium besteht aus allen Mitgliedern des ORH unter dem Vorsitz des Präsidenten. Es ist insbesondere für die Beschlüsse über den Jahresbericht und über Sonderberichte zuständig sowie in einigen anderen, abschließend im Bayerischen Rechnungshofgesetz (RHG) geregelten Fällen.
Die Beratung und die Abstimmung in den Kollegien unterliegt dem Beratungsgeheimnis.

## Jahresbericht
Über alle Einnahmen und Ausgaben des Freistaats Bayern hat der Bayerische Staatsminister der Finanzen dem Bayerischen Landtag zur Entlastung der Staatsregierung Rechnung zu legen. Der ORH fasst das Ergebnis seiner Prüfung, soweit es für diese Entlastung von Bedeutung sein kann, in einem Jahresbericht zusammen, den er dem Bayerischen Landtag sowie der Bayerischen Staatsregierung zuleitet. Der Jahresbericht wird zudem auch der Öffentlichkeit zugänglich gemacht. Im Jahresbericht wird zunächst die Ordnungsmäßigkeit der Haushaltsrechnung testiert. Ferner enthält der Jahresbericht eine Auswahl wichtiger Prüfungsergebnisse in zusammengefasster Form.
Der Jahresbericht wird anschließend im Bayerischen Landtag behandelt. Dieser stellt die wesentlichen Sachverhalte fest und beschließt sodann über die Entlastung der Staatsregierung. Er kann dabei die Staatsregierung ersuchen, aufgrund der Prüfungsergebnisse des ORH bestimmte Maßnahmen einzuleiten und hierüber zu berichten. Er kann auch bestimmte Sachverhalte ausdrücklich missbilligen.

## Sonderbericht
Über Angelegenheiten von besonderer Bedeutung kann der ORH den Bayerischen Landtag oder die Staatsregierung jederzeit unterrichten (Sonderbericht). Der Landtag kann einen solchen Bericht vom ORH auch verlangen.

## Beratende Äußerung / Gutachten
Aufgrund seiner Prüfungserfahrungen kann der ORH den Bayerischen Landtag, die Bayerische Staatsregierung und die einzelnen Staatsministerien auch beraten (Beratende Äußerung). Umgekehrt kann der Bayerische Landtag oder die Bayerische Staatsregierung den ORH um Gutachten ersuchen zu Fragen, die für die Haushalts- und Wirtschaftsführung von Bedeutung sind.

## Geschichte
Der ORH wurde durch Verordnung vom 20. Oktober 1812, veröffentlicht im Königlich-Baierischen Regierungsblatt vom 28. Oktober 1812, durch König Max I. Joseph „in der Absicht, dem gesamten Rechnungswesen der Finanzen unseres Königreichs eine gleichförmige, auf übereinstimmenden Grundsätzen beruhende feste Geschäftsleitung zu verschaffen“ errichtet.
Von April 1937 bis 1945 fungierte der ORH lediglich als Außenabteilung München für den Rechnungshof des Deutschen Reiches.